# Poplar (DLR)
Pour les articles homonymes, voir Poplar.
Poplar (en anglais : Poplar DLR Station), est une station et un nœud ferroviaire de la ligne de métro léger automatique Docklands Light Railway (DLR), en zone 2 Travelcard. Elle est située sur la Castor Lane à Poplar dans le borough londonien de Tower Hamlets sur le territoire du Grand Londres.

## Situation sur le réseau

Plan de la ligne du métro léger DLR.

Située en surface, Poplar est une station de la branche est de la ligne de métro léger Docklands Light Railway. C'est un nœud ferroviaire : établie entre les stations : Westferry , en direction des terminus Bank ou Tower Gateway, et Blackwall , en direction des terminus Beckton ou Woolwich Arsenal ; elle est également établie entre les stations All Saints, en direction du terminus Stratford International, et West India Quay, en direction de Lewisham,. Elle est en zone 2 Travelcard.
La station dispose de deux lignes de chacune deux voies, numérotées 1, 2, 3 et 4, qui encadrent deux quais centraux. Au centre du nœud ferroviaire liant les branches est, nord et sud, elle dispose de nombreux dispositifs composés d'appareils de voies permettant des passages d'une ligne à l'autre et l'accès au Poplar Depot situé au nord.

## Histoire
La station Poplar est mise en service le 31 août 1987 par le Docklands Light Railway lorsqu'il ouvre la section de Stratford à Island Gardens,.
Le 28 mars 1994 elle devient également le terminus ouest de la branche Berckton.
En 2016, la fréquentation de la station est de 3,047 millions d'utilisateurs.

## Services aux voyageurs

### Accès et accueil
L'entrée de la station est située sur la Castor Ln à Poplar.

### Desserte
La station Poplar DLR est desservie par les rames des relations : Stratford International - Woolwich Arsenal,  Bank - Woolwich Arsenal, Bank - Lewisham et Tower Gateway - Beckton,.

Installations et desserte
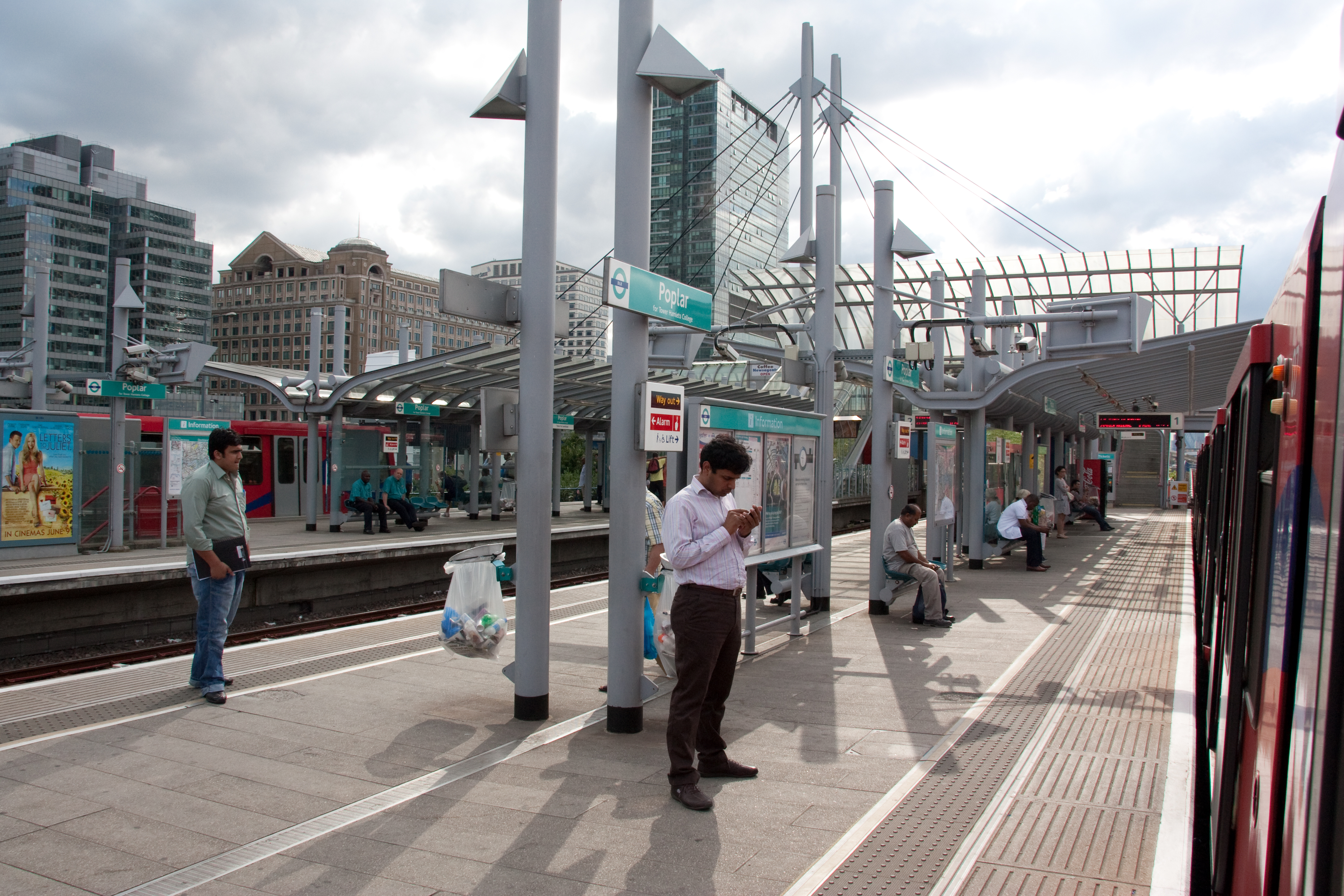
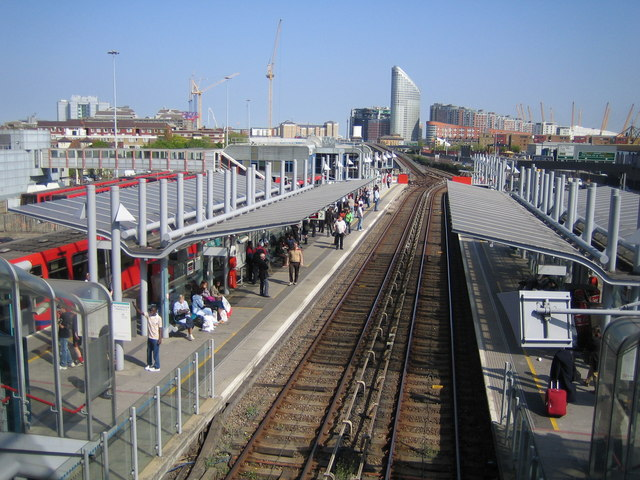
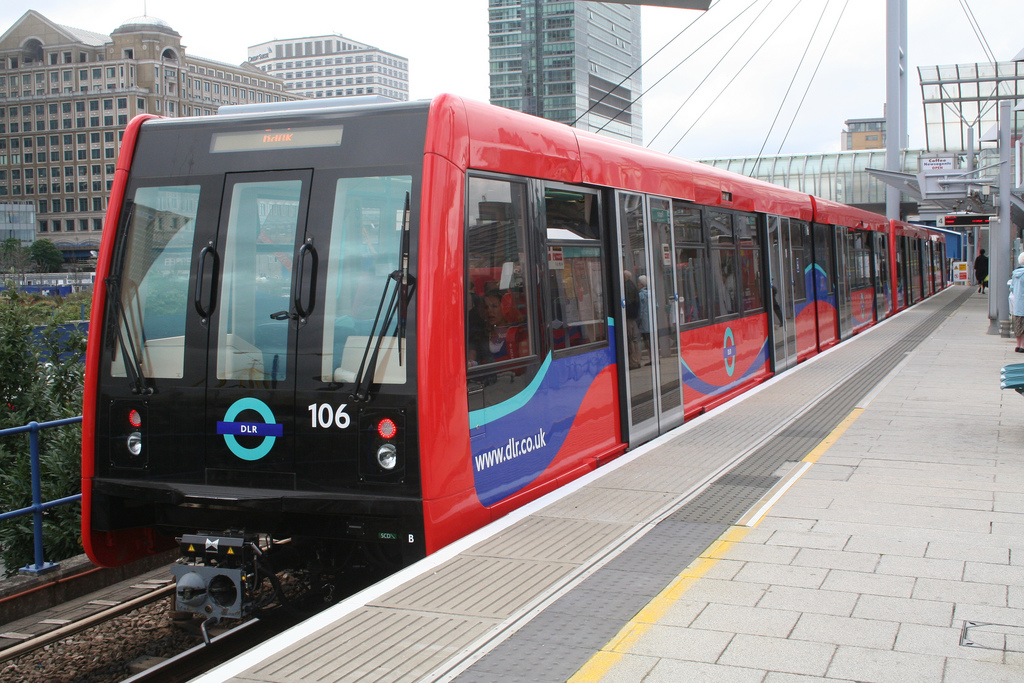

### Intermodalité
Il n'y a pas d'arrêts de bus à proximité pour desservir la station.

## À proximité
- Poplar